# 2008年夏季殘疾人奧林匹克運動會阿塞拜疆代表團
2008年夏季殘疾人奧林匹克運動會阿塞拜疆代表團於2008年9月6日至17日參加在中國北京舉行的第13屆殘疾人奧運會。
阿塞拜疆在本屆殘奧會將派出30名運動員出戰包括田徑、舉重、射擊、盲人柔道等合共四個項目。

## 獎牌榜
| 奖牌 | 运动员            | 项目     | 赛事              |
| ---- | ----------------- | -------- | ----------------- |
| 金牌 | 奥洛汗·穆萨耶夫   | 田径     | 男子铅球F55/56級  |
| 金牌 | 伊尔哈姆·扎基耶夫 | 盲人柔道 | 男子100公斤以上级 |
| 銀牌 | 泽伊尼丁·比拉洛夫 | 田径     | 男子三级跳远F11級 |
| 銀牌 | 托菲格·马马多夫   | 盲人柔道 | 男子90公斤级      |
| 銀牌 | 卡里姆·萨尔达罗夫 | 盲人柔道 | 男子100公斤级     |
| 銅牌 | 奥列格·帕纽京     | 田径     | 男子跳远F12級     |
| 銅牌 | 弗拉基米尔·扎耶茨 | 田径     | 男子三级跳远F12級 |
| 銅牌 | 拉明·易卜拉希莫夫 | 盲人柔道 | 男子60公斤级      |
| 銅牌 | 武加尔·迈赫迪耶夫 | 田径     | 男子200米T13級    |
| 銅牌 | 勒扎·奥斯曼诺夫   | 田径     | 男子400米T12級    |

## 參賽項目

### 田徑
| 男子 - 奥列格·帕纽京 - 奥洛汗·穆萨耶夫 - 弗拉基米尔·扎耶茨 - 勒扎·奥斯曼诺夫 - 鲁斯兰·萨法罗夫 - 武加尔·迈赫迪耶夫 - 叶利钦·穆拉多夫 - 泽伊尼丁·比拉洛夫 |

### 射擊
| 男子 - 阿克巴尔·穆拉多夫 | 女子 - 叶连娜·塔拉诺娃 |  |

### 舉重
| 男子 - 埃尔尚·侯赛因诺夫 - 马哈拉姆·阿利耶夫 - 迈赫曼·拉马赞扎德 |

### 盲人柔道
| 男子 - 卡里姆·萨尔达罗夫 - 拉明·阿利耶夫 - 拉明·易卜拉希莫夫 - 纳提格·诺夫鲁扎德 - 托菲格·马马多夫 - 伊尔哈姆·扎基耶夫 - 伊尔金·阿里绍夫 |